# 感応院 (八尾市)
感應院（かんのういん）は、大阪府八尾市恩智中町にある高野山真言宗の寺院。正式には天川山神宮寺感應院である。河内西国霊場第12番札所。

## 歴史
感應院は恩智神社の神宮寺として発展したが、明治の神仏分離に伴い恩智神社にあった十一面観音立像が移された。

## 境内

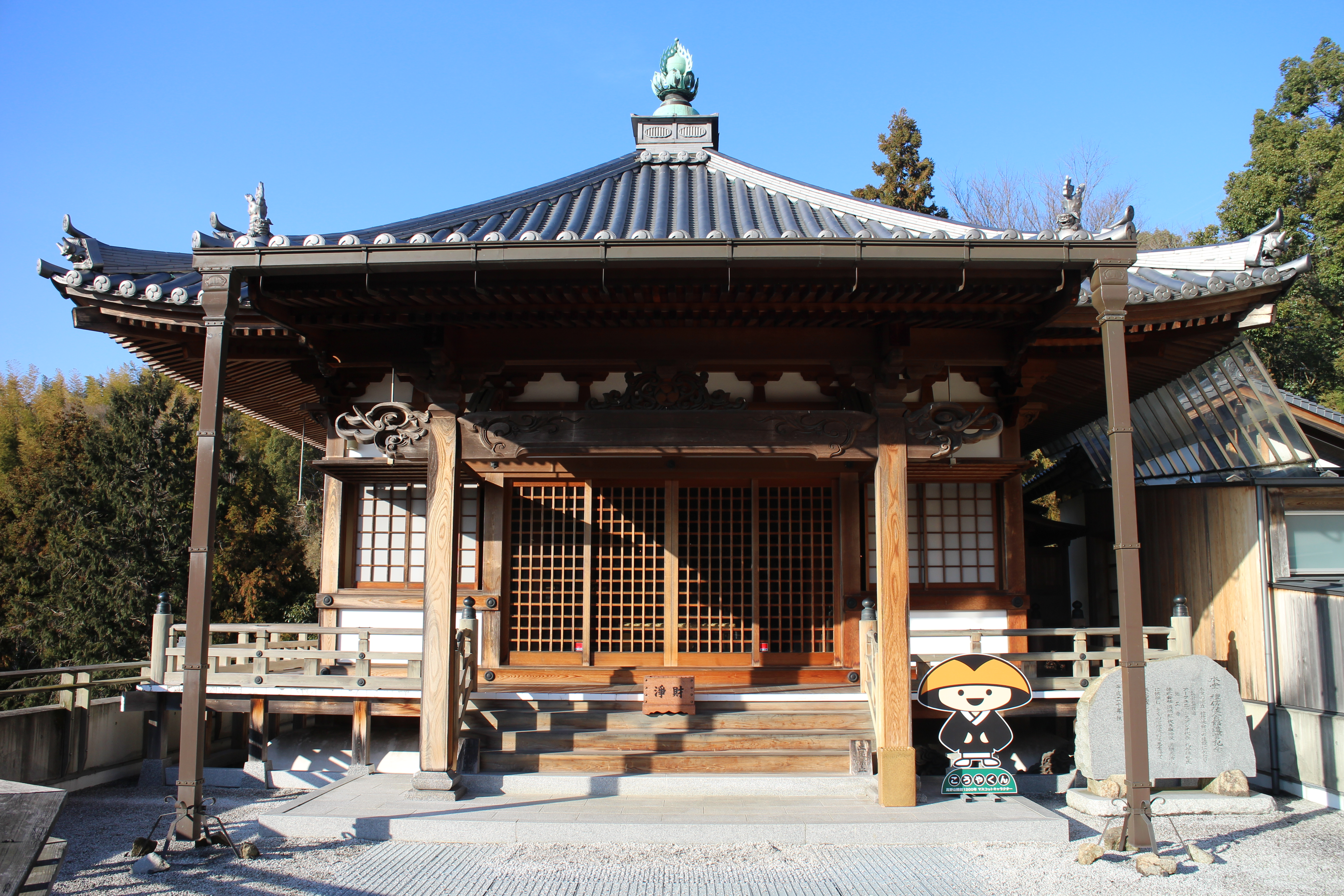
本堂

- 本堂
- 観音堂
- 内庭（伝・僧愛石作庭）

## 文化財
- 十一面観音立像（国重要文化財）
- 絹本着色不動明王像（府重要美術品）

## 札所
河内西国霊場
11 来恩寺　--　12 感應院　--　13 善光寺

## 交通
- 近鉄大阪線 恩智駅下車、徒歩25分

## 周辺情報
- 恩智神社
- 恩智城跡・城址公園
- 来恩寺